# 新店街
新店街為台灣日治時期1943年至1945年間存在之行政區，轄屬台北州文山郡，亦為文山郡役所所在，其原為1920年10月成立的新店，自1943年10月升格為新店街。現今為新北市新店區。
新店街位於台北市南側近郊，大部分土地為山地。新店街作為文山郡的行政中心，亦為當地的交通和產業集散地，並以台灣十二勝的碧潭著名。

## 行政區劃
新店地區在清治時期及日治時期初期屬文山堡的街庄，在1896年3月隸屬「臺北縣直轄」，在1897年7月1日隸屬「景尾辨務署」。1900年12月1日，景尾辨務署改為「深坑辨務署」。1901年11月11日，臺北廳深坑辨務署改為「深坑廳」，新店地區隸屬深坑廳景尾支廳。1903年4月21日，深坑廳實施街庄整併。1909年9月13日，景尾支廳由景尾街遷移至「大坪林庄土名新店街」，支廳名亦改為「新店支廳」。1909年10月25日，深坑廳廢止，新店地區被併入臺北廳新店支廳。新店地區在此時的街庄如下：
- 文山堡：安坑、大坪林庄、青潭、直潭[2]

1920年10月1日，原堡里之行政區廢除，街庄改為大字；前述10庄合併為臺北州文山郡「新店庄」，轄域內分為安坑、大坪林、青潭、直潭等4個大字。1922年（大正十一年）1月13日，文山郡蕃地平廣坑解編新設新店庄「平廣」大字，大粗坑、龜山解編新設「龜山」大字。隨著人口及產業發展，新店庄逐漸具備了升格的資格，且為了因應大東亞戰爭開展後的增產動員需求，新店庄於1943年（昭和十八年）10月1日被升格為「新店街」。
二戰後，新店街在1946年改為臺北縣文山區新店鎮。
| 1903年           | 1903年   | 1920年 | 1920年 | 1943年 | 1943年 | 1946年 |
| 區               | 街庄     | 街庄   | 大字   | 街庄   | 大字   | 鄉鎮   |
| ---------------- | -------- | ------ | ------ | ------ | ------ | ------ |
| 安坑區           | 安坑庄   | 新店庄 | 安坑   | 新店街 | 安坑   | 新店鎮 |
| 大坪林區、新店區 | 大坪林庄 | 新店庄 | 大坪林 | 新店街 | 大坪林 | 新店鎮 |
| 新店區           | 青潭庄   | 新店庄 | 青潭   | 新店街 | 青潭   | 新店鎮 |
| 新店區           | 直潭庄   | 新店庄 | 直潭   | 新店街 | 直潭   | 新店鎮 |
| 蕃地             | -        | 蕃地   | 平廣坑 | 新店街 | 平廣   | 新店鎮 |
| 蕃地             | -        | 蕃地   | 龜山   | 新店街 | 龜山   | 新店鎮 |
| 蕃地             | -        | 蕃地   | 大粗坑 | 新店街 | 龜山   | 新店鎮 |

| 大字   | 平假名       | 小字數 | 小字 |
| ------ | ------------ | ------ | --- |
| 大坪林 | たいへいりん | 6      | 新店、七張、寶斗厝、二十張、十二張、十四張 |
| 安坑   | あんこう     | 36     | 公館崙、五城、四城、三城、二城、三城湖、深坑子、大粗坑、二叭子、頭城、小粗坑、大茅埔、薏仁坑、木柵、車子路、一股坡、下城、頂城、下五十六分、大坪頂、大坪腳、竿蓁湖、溪州、十四分、石頭厝、南興、外挖子、內挖子、大楠坑、猪肚山、柴程、樟荖寮、溪西、大湖底、九甲三、六十三分、上五十六分 |
| 青潭   | せいたん     | 18     | 稻子園坑、青潭、濕水子、十二分、楣子寮、大崎脚、油車坑、德高嶺、員潭子坑、土崎頭、双坑、湖閃坑、四十分、六分、十分、十六分、磜子頭、蕃薯寮 |
| 直潭   | ちょくたん   | 17     | 直潭、灣潭、塗潭、下石厝、猴湖、磺窟、中溪洲、屈尺、頂石厝、康雅崙、湖子內、小粗坑、赤皮湖、蘆竹濫、過橋坑、廣興、小坑 |
| 平廣   | へいこう     | 7      | 四寮、向天湖、溪底、幼瀨、十二分、腦寮坪、大寮 |
| 龜山   | きざん       | 5      | 龜山、大粗坑、栗子園、蛇舌子、四崁水 |

## 街庄長
- 劉建勳：1920年至1922年
- 林永生：1923年至1928年（原任臺北州知事官房調停課通譯）
- 黃皆得：1929年至1932年（同時為臺北州公醫）
- 村田重德：1933年至1940年（曾任新店公學校長）
- 長庫太郎：1941年（曾任羅東郡役所警察課警部）
- 山元賢一：1942年（原任冬山庄長）
- 中村知三：1944年（原任金山庄長）[7]

## 交通
- 台北鐵道（株）新店線：二十張站、公學校前車站、大坪林站、新店站、郡役所前車站
- 碧潭吊橋
- 新店渡

## 設施
- 文山郡役所文山郡役所
- 新店街役場
- 台北地方法院新店出張所
- 新店郵便局
- 專賣局臺北支局新店收納所
- 臺北州茶葉指導所（今新北市農會文山農場）[4]
- 瑠公水利組合監視所
- 臺北州立結核療養所
- 新店更生診療所
- 新店街設產婆[4]
- 新店公會堂（1923設立）
- 新店市場（1918設立）

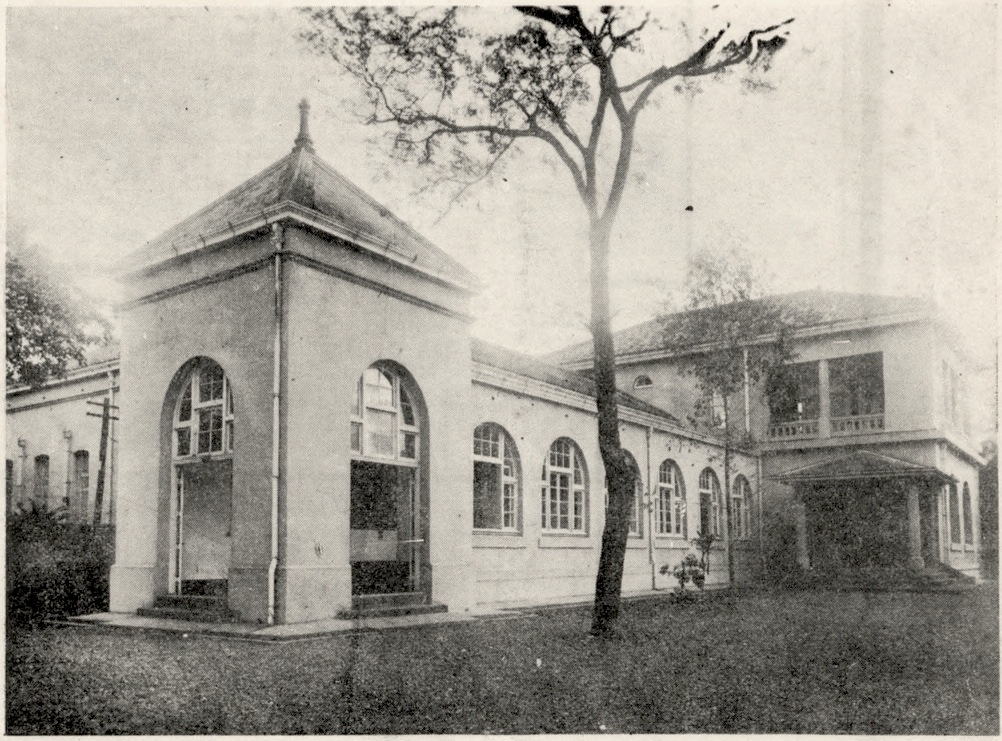
文山郡役所

- 旭明庄（位於七張的貧民救護所，1939設立）[8]

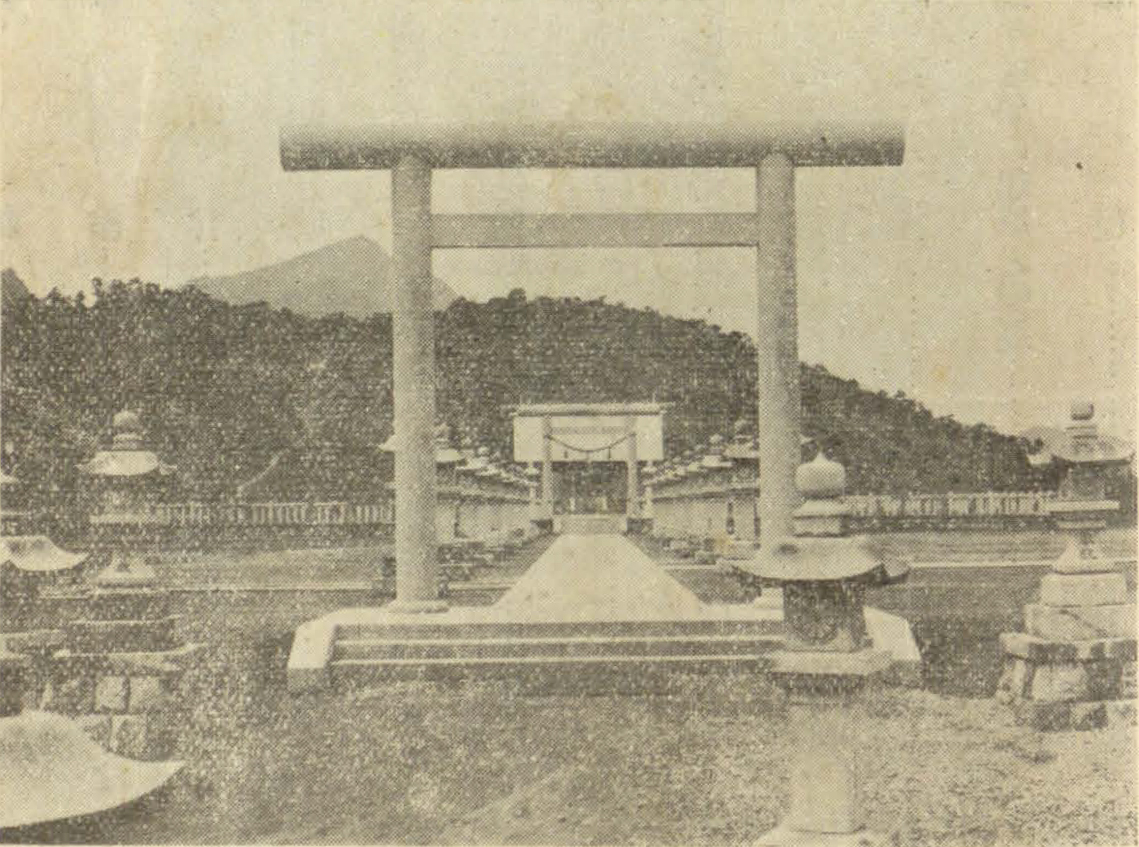
文山神社

- 文山神社文山神社
- 新店基督長老教會

## 產業
新店街的產業以農業為大宗，家戶中約有65%為農戶，主要農產為米、茶、蔬菜、地瓜和柑橘。水產業為新店溪的捕撈漁業，其中以香魚特別著名。林業有木炭、木材和製紙業。工業有煤炭採集和山區的水力發電。
- 三井物產文山事業所
- 臺灣電力株式會社龜山發電所、小粗坑發電所
- 明治炭礦株式會社
- 文山產業株式會社
- 台北大屯製紙株式會社新店工場
- 台北近郊自動車株式會社新店營業所
- 台北鐵道株式會社新店事務所
- 臺北州自動車運輸株式會社文山事業所
- 文山合資會社
- 新店信用組合
- 安坑信用組合
- 文山水利組合
- 文山郡漁業組合[4]

## 教育
- 新店尋常高等小學校→新店國民學校（原址為今文山國中）
- 新店公學校→新店南國民學校（今新店國小）
- 安坑公學校→安坑國民學校（今安坑國小）
- 大坪林公學校→大坪林國民學校（今大豐國小）
- 屈尺公學校→屈尺國民學校（今屈尺國小）